# Klaus Lehnertz
Klaus Lehnertz   (Solingen, 13 d'abril de 1938) és un atleta alemany, ja retirat, especialista en el salt de perxa, que va competir durant la dècada de 1960.
El 1964 va prendre part en els Jocs Olímpics d'Estiu de Tòquio, on va guanyar la medalla de bronze en la prova del salt de perxa del programa d'atletisme. Quatre anys més tard, als Jocs de Ciutat de Mèxic, quedà eliminat en sèries en la mateixa prova del salt de perxa.
En el seu palmarès també destaquen els títols d'Alemanya Occidental a l'aire lliure de 1959 a 1961 i de 1966 a 1968, i en pista coberta el 1959, 1960 i 1964.
Lehnertz es va formar com a professor d'esquí i des de 1973 i fins al 2003 va exercir de professor a la Universitat de Kassel.

## Millors marques
- Salt de perxa. 5,10 metres (1967)[1][2]